# 山本高治郎
山本 高治郎（やまもと たかじろう、1916年 - ）は、日本の小児科医、聖路加国際病院名誉医長。

## 経歴
滋賀県生まれ。1941年東京帝国大学医学部卒。1953年東京大学医学博士。論文の題は「穀粉栄養障碍に於けるビタミンA欠乏症状発現に関する実驗的研究」。 聖路加国際病院小児科医長、のち名誉医長。北里大学客員教授。1983年『母乳』で毎日出版文化賞受賞。

## 著書
- 『赤ちゃん12か月』主婦と生活社 1962
- 『母乳』岩波新書 1983

### 共著・編集
- 『ママ聞いてちょうだい』緒方安雄,平井信義共著 産経新聞出版局 1963
- 『看護のための水と電解質の知識』日野原重明,柴垣昌功共著 医学書院 1974
- 『わたしの初孫ブック 孫との賢いつきあい方』日野原重明監修（編集顧問）実業之日本社 2001

### 翻訳
- マルセル・ルロン『育児学』白水社 文庫クセジュ 1960

## 参考
- 『母乳』著者紹介